# 宮崎県立富島高等学校
宮崎県立富島高等学校（みやざきけんりつ とみしまこうとうがっこう）は、宮崎県日向市鶴町三丁目に所在する公立の高等学校。商業と家庭に関する学科を有する実業高等学校である。

## 概要
歴史
1916年（大正5年）創立の農業学校（実業学校）を前身とする。1948年（昭和23年）の学制改革により新制高等学校となった。当初、農業科と家庭科のみであったが、1950年（昭和25年）の再編により、普通科・商業科・林業科が加えられた。その後1964年（昭和39年）に農業科と林業科が、1975年（昭和50年）に普通科が分離し、現在では商業と家庭に関する学科のみを有している。2016年（平成28年）に創立100周年を迎える。
2022年（令和4年）度より3学科（商業マネジメント科・情報ソリューション科・生活文化科）に変更する。
設置課程・学科
- 全日制課程 （2022年度より3学科体制へ）旧来の商業科・会計科・経営情報科・国際経済科は改変へ）
  - 商業マネジメント科
  - 情報ソリューション科
  - 生活文化科（家庭に関する学科）
- 定時制課程 1学科
  - 商業科

校訓
「自立・友愛・創造」- 1994年（平成6年）に制定。
校章
「ト」の文字を3つ組み合わせて校名の「富」（=ト3（とみ））を表し、中央に「高」の文字を置いている。トの文字を表すのに、柏の葉が使用されている。
校歌
作詞は高森文夫、作曲は石黒脩三による。歌詞は3番まであり、各番に校名の「富島」が登場する。また「若人の歌」という準校歌がある。作詞は松田松雄、作曲は永友端子による。歌詞は2番まであり、両番に校名の「富島高校」が登場する。
同窓会
「富友会」（とみゆうかい）と称している。

## 沿革
旧制・農学校時代
- 1916年（大正5年）3月31日 - 「東臼杵郡立富高農業学校」（実業学校）として設立を認可される。
- 1922年（大正11年） 4月1日 - 宮崎県に移管され「宮崎県立富島農学校」に改称。
- 1929年（昭和4年）4月1日 - 女子部を併設し、「宮崎県立富高実業学校」に改称。
- 1937年 - 富高町・細島町が合併して富島町が発足。
- 1945年（昭和20年）4月1日 - 「宮崎県立富高農学校」に改称。
- 1946年（昭和21年）4月1日 - 修業年限が5年となる。
- 1947年（昭和22年）4月1日 - 学制改革（六・三制の実施）が行われる。
  - 農学校としての生徒募集を停止。
  - 新制中学校を併設し（以下・併設中学校）、農学校1・2年修了者を新制中学校2・3年生として収容。
  - 併設中学校は経過措置としてあくまで暫定的に設置されたため、新たに生徒募集は行われず、在校生が2・3年生のみの中学校であった。
  - 農学校3・4年修了者はそのまま農学校4・5年生として在籍した（4年修了時点で卒業することもできた）。

新制高等学校
- 1948年（昭和23年）
  - 4月1日 - 学制改革により、農学校が廃止され、新制高等学校「宮崎県立富島高等学校」（現校名）が発足。
    - 通常制（後の全日制）農業課程・家庭課程、定時制農業課程を設置。旧農学校から併設中学校を継承。
    - 初代校長に前・宮崎県立飫肥高等女学校[2]校長の伊東祐重が就任。
    - 農学校卒業者（5年修了者）を新制高校3年生、農学校4年修了者を新制高校2年生、併設中学校卒業者（3年修了者）を新制高校1年生として収容。
    - 新制高等学校として高校1年生の募集を行う（併設中学校の募集は行わない）。
    - 併設中学校は1946年（昭和21年）に農学校へ最後に入学した3年生のみとなる。

  - 12月10日 - 定時制門川分校を設置。
- 1949年（昭和24年）3月31日 - 併設中学校を廃止。
- 1950年（昭和25年）4月1日 - 公立高等学校再編により、普通課程・商業課程・農業課程・林業課程・家庭課程を有する総合制の高等学校となる[3]。
- 1951年 - 富島町・岩脇村が合併して日向市が発足。
- 1961年（昭和36年）4月12日 - 宮崎県立日向工業高等学校が校舎完成までの間併設される（4教室を貸与）。
- 1962年（昭和37年）- 校舎の完成により、宮崎県立日向工業高等学校が移転を完了。併設を解消。
- 1963年（昭和38年）4月1日 - 家庭科が家政科に改称。
- 1964年（昭和39年）4月1日 - 農業科と林業科（門川分校）が分離し、宮崎県立門川農業高等学校として独立。
- 1975年（昭和50年）4月1日 - 普通科が分離し、宮崎県立日向高等学校として独立。普通科の募集を停止。
- 1977年（昭和52年） 
  - 3月31日 - 管理棟、電算機室、商業科・家政科の特別教室が完成。
  - 4月1日 - 普通科を廃止。
- 1978年（昭和53年）3月31日 - 鉄筋コンクリート2階建の第2体育館が完成。
- 1982年（昭和57年）3月31日 - 図書館棟が完成。
- 1985年（昭和60年）1月16日 - プール浄化槽設備が完成。
- 1989年（平成元年）4月1日 - 国際経済科を新設。
- 1996年（平成8年） 
  - 4月1日 - 家政科を生活情報科に改組。
  - 5月31日 - 弓道場が完成。
- 1997年（平成9年）
  - 3月26日 - 生活情報総合実習室が完成する。
  - 4月1日 - 学科編成により会計科と情報処理科を1学級ずつ新設。
- 2006年（平成18年）11月18日 - 創立90周年記念式典を挙行。
- 2007年（平成19年） - 情報処理科を経営情報科に改称。
- 2018年（平成30年） - 商業科教諭の濱田登が率いる硬式野球部が第90回記念選抜高等学校野球大会で春夏通じて甲子園初出場。（結果は初戦敗退）
- 2019年（令和元年） - 濱田率いる硬式野球部が第101回全国高等学校野球選手権大会で夏の甲子園初出場。（結果は初戦敗退）
- 2022年（令和４年）学科編成に伴い、商業科・会計科・経営情報科・国際経済科は改変へ
- 2022年（令和4年） - 第104回全国高等学校野球選手権大会に3年ぶり2回目の出場。

## 著名な出身者
- 三浦浩子 - 漫画家
- 曽川泉 - 前門川町長
- 米良成志 - 元門川町長
- 中島弘明 - メディキット株式会社、創業者
- 日髙暖己 - プロ野球選手、広島東洋カープ・投手

## アクセス
- 鉄道 - JR日豊本線 日向市駅下車、徒歩約15分
- バス - 宮崎交通「富島高校前」バス停下車